# Jonathan Sabbatini
Jonathan Maximiliano Sabbatini Perfecto (* 31. März 1988 in Paysandú) ist ein uruguayisch-italienischer Fußballspieler.

## Karriere
Der 1,76 Meter große Mittelfeldakteur Sabbatini gehörte bis Mitte 2008 der Jugend- sowie Reservemannschaft von Liverpool Montevideo an. Anschließend soll er im ersten Halbjahr 2008 Spieler des italienischen Klubs SS Virtus Lanciano gewesen sein. Anderen Quellen zufolge stand in der Saison 2008/09 in dessen Reihen und lief dabei in sieben Begegnungen (kein Tor) der Serie C1 auf. Ab der Spielzeit 2009/10 spielte er für Calcio Chieti in der Serie D. 22 Spiele und drei Tore sind für ihn in jener Saison verzeichnet. 2010/11 folgten 29 Partien mit seiner Beteiligung. Dabei schoss er vier Tore. Bei einer Quelle ist 2010 auch noch der Verein SS Virtus aus San Marino in der Rückrunde angegeben. In der Saison 2011/12 bestritt er 36 Spiele in der Lega Pro Seconda Divisione, in denen er zehnmal ins gegnerische Tor traf. Andere Quellen berichten von 32 Spielen und acht Toren in jener Spielzeit. Anschließend wechselte er in die Schweiz zum Zweitligisten FC Lugano. Dort absolvierte er in der Spielzeit 2012/13 24 Partien in der Challenge League und schoss zwei Tore. In der Saison 2013/14 folgten 32 Zweitligaspiele mit sechs persönlichen Torerfolgen. In der Saison 2014/15 wurde er erneut 32-mal in der zweithöchsten Schweizer Spielklasse eingesetzt und erzielte sechs Treffer. Am Saisonende stieg er mit dem Klub in die Super League auf. In der Saison 2015/16 wurde er 33-mal (sechs Tore) in der höchsten Schweizer Spielklasse eingesetzt. Während der Spielzeit 2016/17 traf er dreimal bei 29 Ligaeinsätzen. 2017/18 kam er zu 33 Ligapartien, in denen er vier Tore schoss. In der folgenden Spielzeit bestritt Sabbatini 34 Spiele in der Super League und erzielte dabei fünf Tore. 2019/20 absolvierte er 26 Super-League-Partien, wobei er einmal traf, in der nächsten Saison spielte er 30-mal für die Bianconeri in der höchsten Schweizer Liga (kein Tor). Mittlerweile ist er auch Kapitän des Vereins, kam schon in der UEFA Europa League sowie der UEFA Europa Conference League zu Einsätzen und gewann 2022 den nationalen Pokal durch einen 4:1-Finalerfolg über den FC St. Gallen.
Nachdem sein Vertrag in Lugano nicht mehr verlängert worden war, wechselte Sabbatini im September 2024 zur AC Bellinzona.

## Erfolge
- Schweizer Pokalsieger: 2022